# Steine für Steinwenden

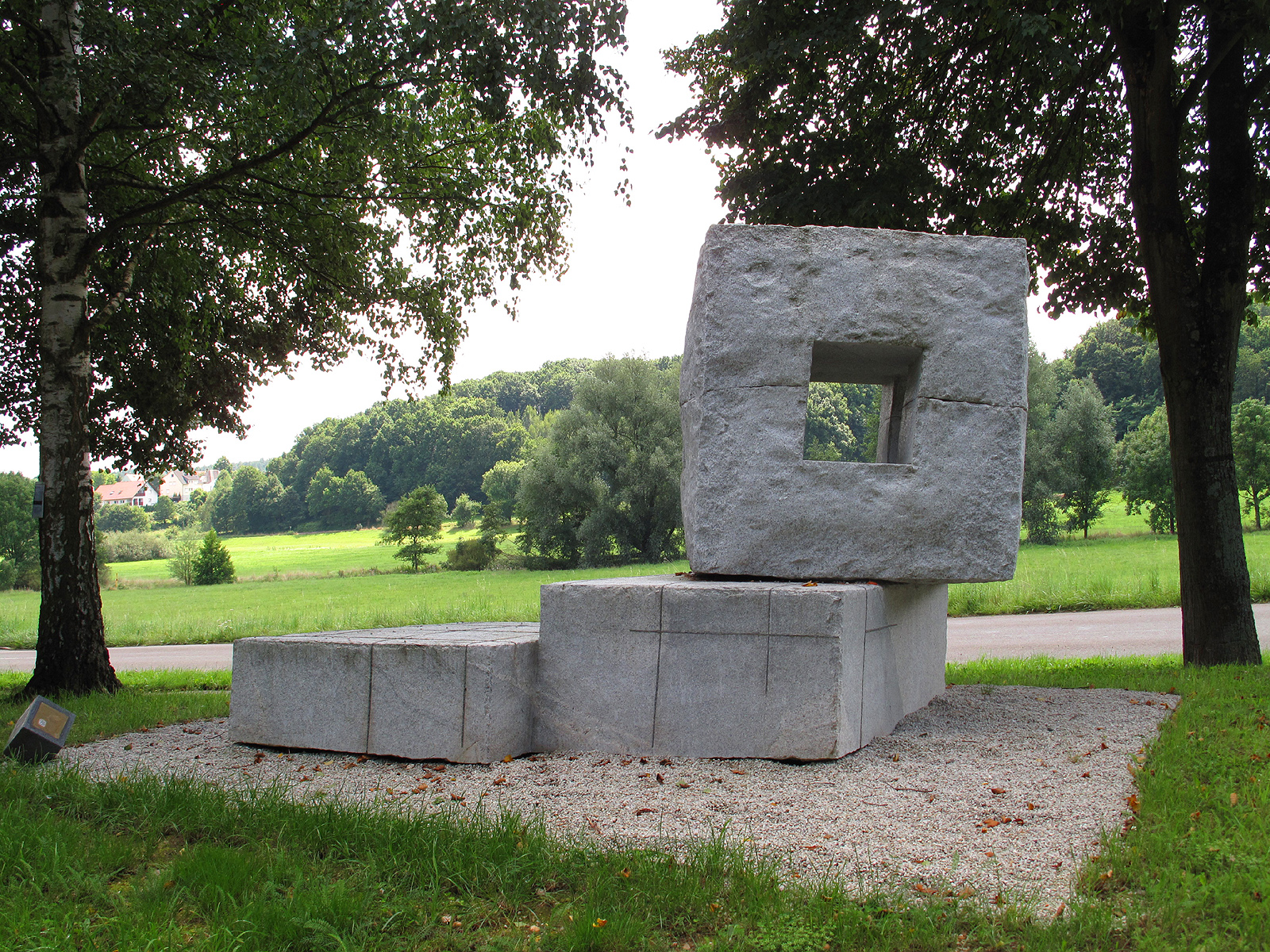
Claudia Farina, Modulo

Steine für Steinwenden ist ein Skulpturenweg in Steinwenden, Landkreis Kaiserslautern, in der Westpfalz.
Er entstand 2012 in privater Initiative und ist ein Teilstück des Skulpturenwegs Rheinland-Pfalz.

## Projektbeschreibung
Aus einem internationalen Bildhauersymposium entstand der Skulpturenweg. Die zwölf Werke sind im öffentlichen Raum entlang einer Wegstrecke von etwa fünf Kilometern installiert.

## Präsente Künstler und Werke
(Die Reihenfolge entspricht der Projektbeschreibung von Palatia Art e. V.)
- Sanya Preminger: Sanctuary
- Petre Petrov: Dwelling
- Evrim Kilic: Umut/Hope
- Yoshin Ogata: Mindscape
- Nagy Fareed: Moment of Freedom
- Giorgie Cpajak: Cloud and its Shadow
- Willi Bauer: Zeichen für die Landschaft
- Evrim Camoglu: Column for the Workers
- Klaus Hunsicker: Faustkeil-Keilfaust
- Claudia Farina: Modulo
- Herbert Wigand: Chroniksäule
- Armin Wigand: Steinwendner Würfel

## Fotos (Auswahl)

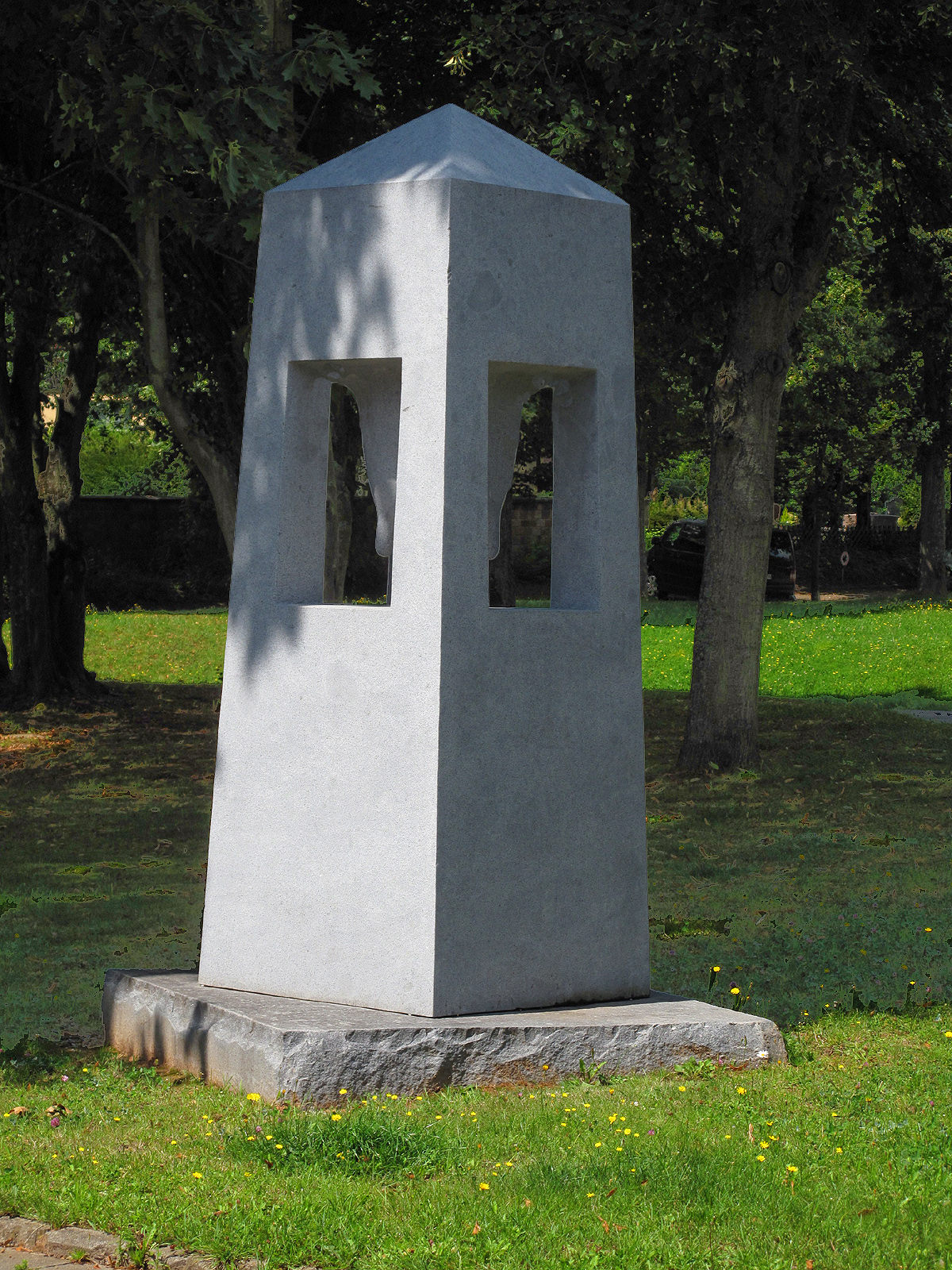
Sanctuary, Sanya Preminger
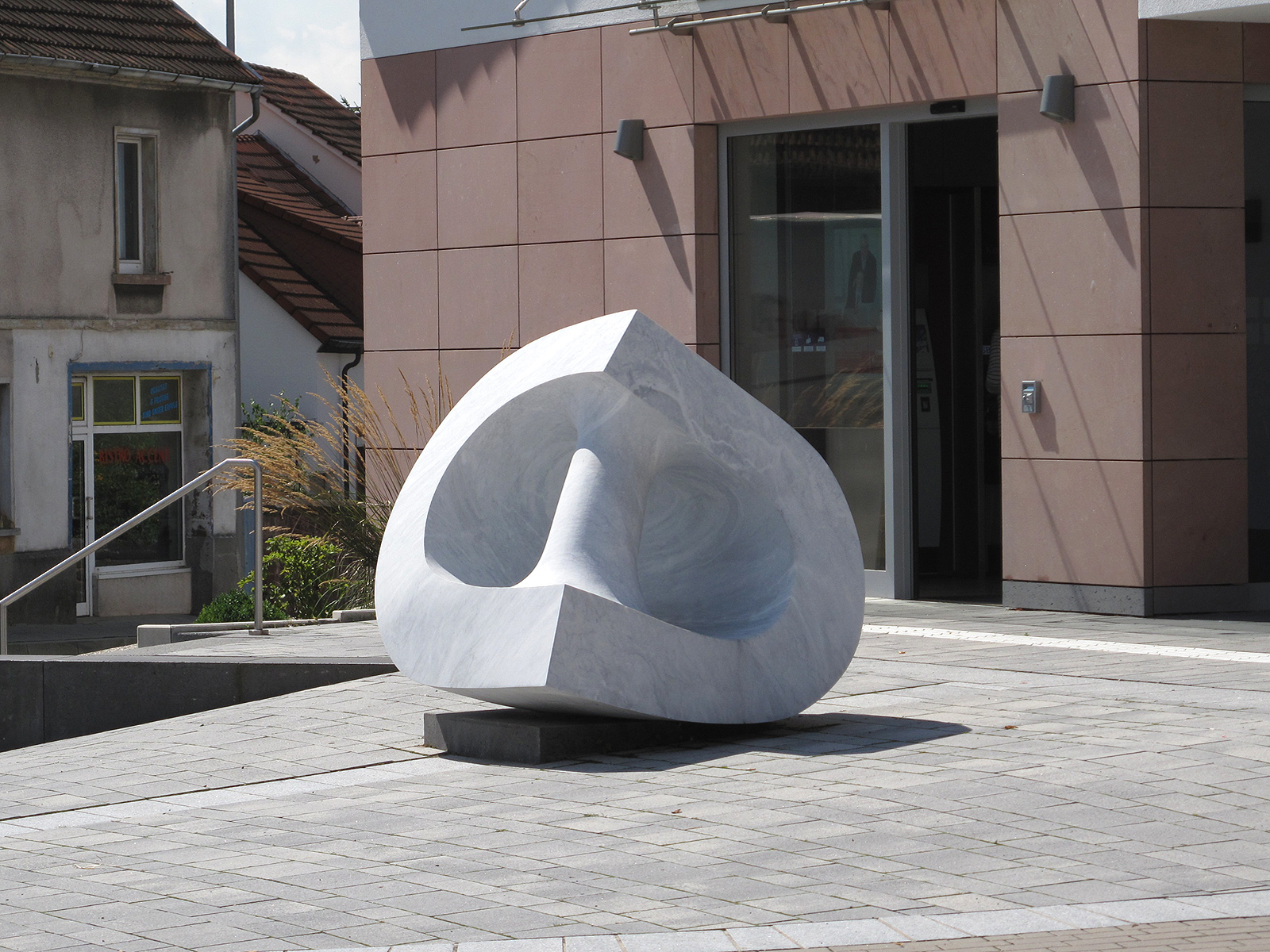
Dwelling, Petre Petrov
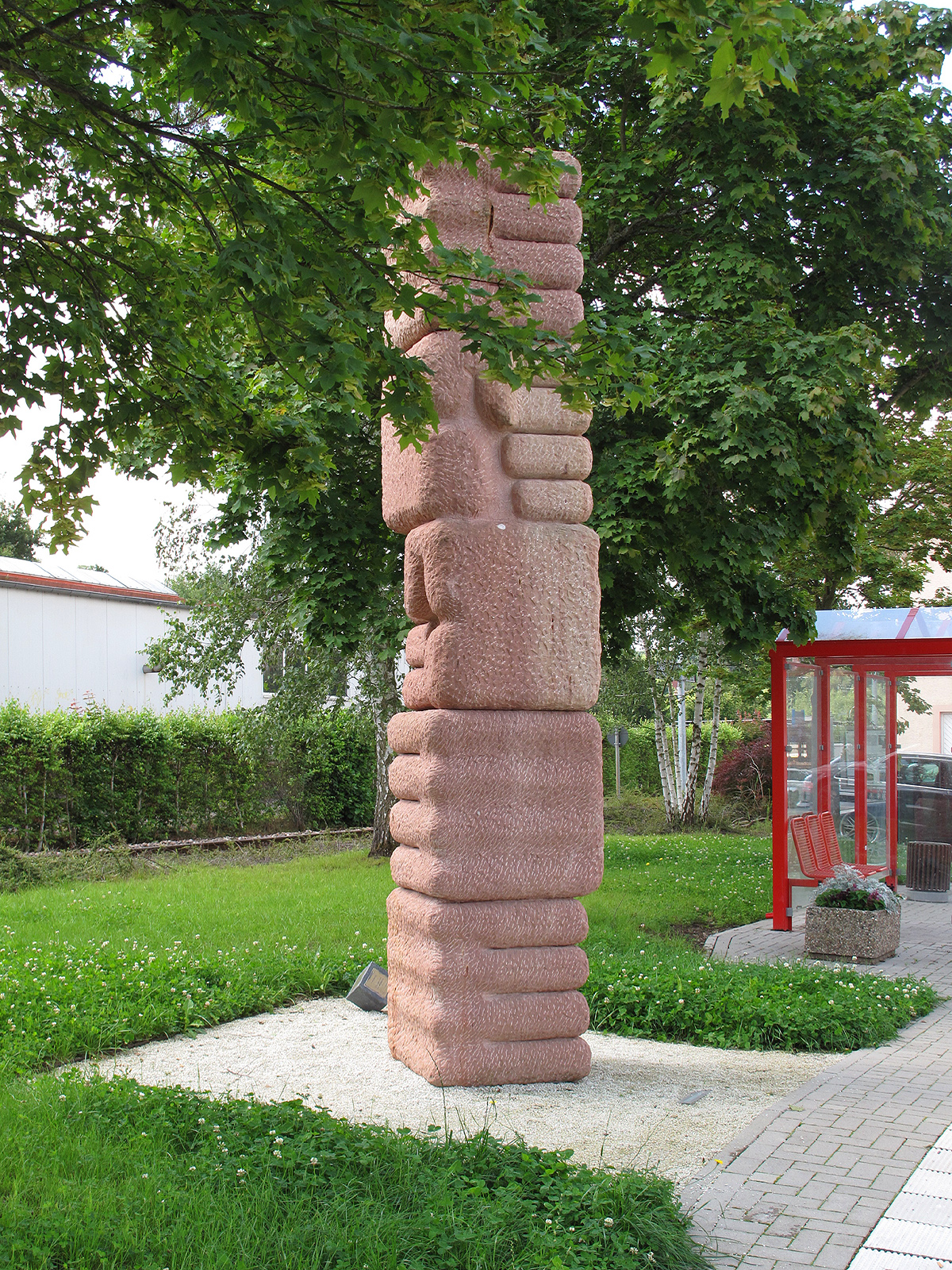
Column for the Workers, Evrim Camoglu
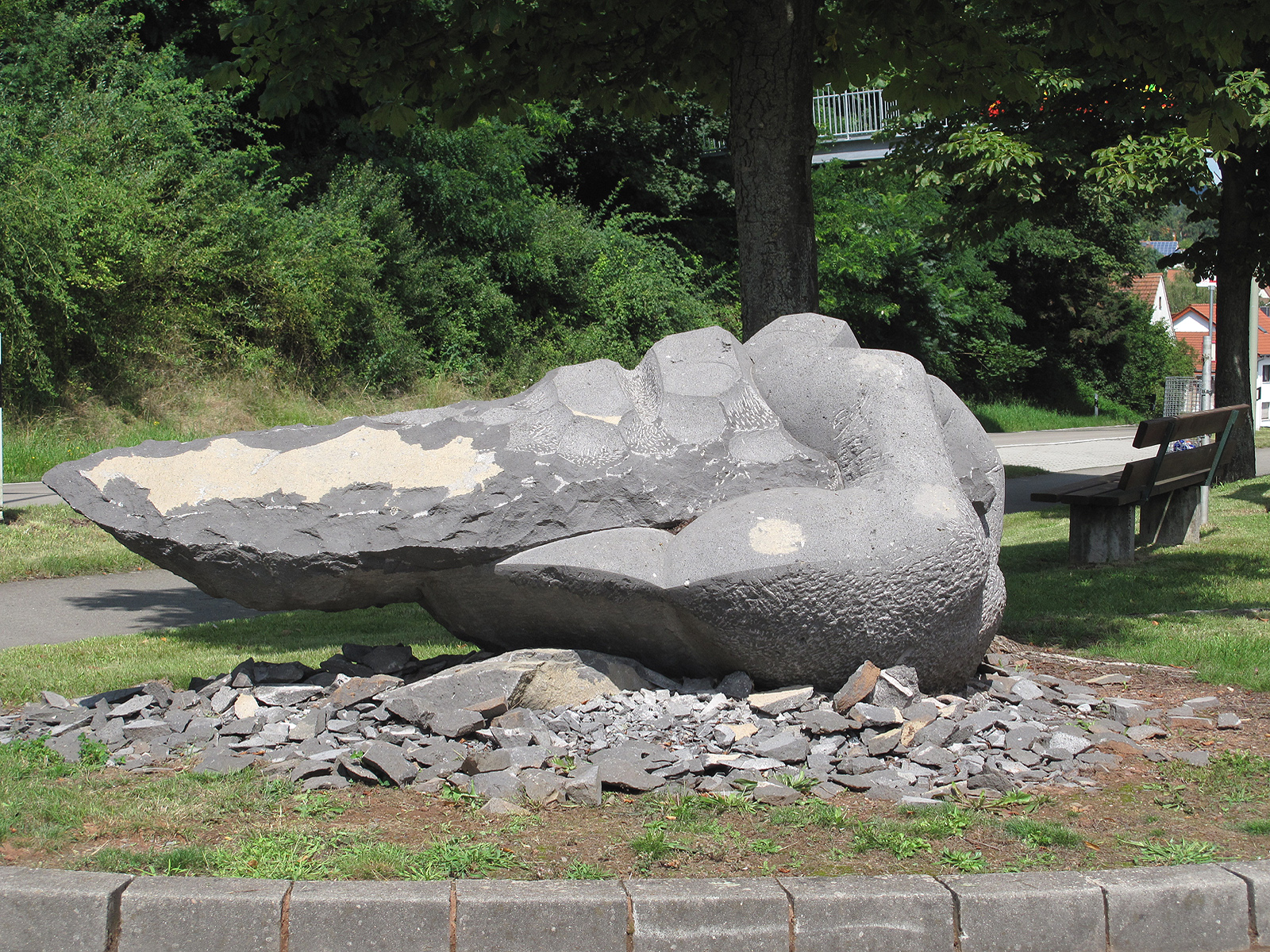
Faustkeil-Keilfaust, Klaus Hunsicker